# Vuelta a Colombia 2001
La 51.ª edición de la Vuelta a Colombia (patrocinada como: Vuelta a Colombia Telecom) tuvo lugar entre el 17 de junio y el 2 de julio de 2001. El santandereano Hernán Buenahora  del equipo Selle Italia-Baterías MAC se coronó campeón con un tiempo de 46 h, 51 min y 29 s.

## Equipos participantes
| Equipo                                               | Categoría  |
| ---------------------------------------------------- | ---------- |
| 05 Orbitel A                                         | Aficionado |
| 05 Orbitel B                                         | Aficionado |
| Aguardiente Cristal-Liciclismo Caldas                | Aficionado |
| Aguardiente Néctar-Cartoprin                         | Aficionado |
| Baterías MAC-Selle Italia-Pacific                    | Aficionado |
| Cicloases Cundinamarca                               | Aficionado |
| Empresas Públicas de Medellín-Aguardiente Antioqueño | Aficionado |
| Idea-Indeportes Antioquia                            | Aficionado |
| Lotería de Boyacá A                                  | Aficionado |
| Lotería de Boyacá B                                  | Aficionado |
| Lotería del Táchira (Venezuela)                      | Aficionado |
| Mixto 1                                              | Aficionado |
| Triple Gordo de Trujillo (Venezuela)                 | Aficionado |

## Etapas
| Etapa      | Fecha       | Recorrido                       | Distancia (km) | Ganador                | Líder                  |
| ---------- | ----------- | ------------------------------- | -------------- | ---------------------- | ---------------------- |
| Prólogo    | 17 de junio | Popayán                         | 8,8 (CRI)      | Marlon Pérez           | Marlon Pérez           |
| 1.ª etapa  | 18 de junio | Popayán - Cali                  | 143            | Marlon Pérez           | Marlon Pérez           |
| 2.ª etapa  | 19 de junio | Palmira - Buga                  | 46,7 (CRE)     | Equipo 05 Orbitel A    | Marlon Pérez           |
| 3.ª etapa  | 20 de junio | Buga - Cartago                  | 120            | Gregorio Ladino        | Marlon Pérez           |
| 4.ª etapa  | 21 de junio | Cartago - Pereira               | 176            | Yeison Delgado         | Marlon Pérez           |
| 5.ª etapa  | 22 de junio | Pereira - Chinchiná             | 27,7 (CRI)     | Javier de Jesús Zapata | Marlon Pérez           |
| 6.ª etapa  | 23 de junio | Chinchiná - Medellín            | 191            | Hernán Buenahora       | Marlon Pérez           |
| 7.ª etapa  | 24 de junio | Medellín - El Escobero          | 129            | Hernán Buenahora       | Javier de Jesús Zapata |
| 8.ª etapa  | 25 de junio | Caldas - Manizales              | 182,5          | Jairo Hernández        | Javier de Jesús Zapata |
| 9.ª etapa  | 26 de junio | Manizales - Honda               | 140,8          | Hernán Buenahora       | Hernán Buenahora       |
| 10.ª etapa | 27 de junio | Puerto Boyacá - Barrancabermeja | 203,5          | Libardo Niño Corredor  | Hernán Buenahora       |
| 11.ª etapa | 28 de junio | Barrancabermeja - Bucaramanga   | 124,3          | Federico Muñoz         | Hernán Buenahora       |
| 12.ª etapa | 29 de junio | Bucaramanga - Socorro           | 123            | Olmedo Capacho         | Hernán Buenahora       |
| 13.ª etapa | 30 de junio | Socorro - Tunja                 | 169,4          | Graciano Fonseca       | Hernán Buenahora       |
| 14.ª etapa | 1 de julio  | Tunja - Bogotá                  | 163            | Darío Sedano           | Hernán Buenahora       |
| 15.ª etapa | 2 de julio  | Bogotá - Alto de los Patios     | 23,5 (CRI)     | Hernán Buenahora       | Hernán Buenahora       |

## Clasificaciones finales
Las clasificaciones finalizaron de la siguiente forma:

### Clasificación general
| Clasificación general |                    |                                                      |                  |
| Ciclista              | Ciclista           | Equipo                                               | Tiempo           |
| --------------------- | ------------------ | ---------------------------------------------------- | ---------------- |
| 1.º                   | Hernán Buenahora   | Selle Italia-Baterías MAC                            | 46 h 51 min 29 s |
| 2.º                   | Juan Diego Ramírez | 05 Orbitel                                           | + 4 min 42 s     |
| 3.º                   | Jairo Hernández    | 05 Orbitel                                           | + 6 min 55 s     |
| 4.º                   | Héctor Castaño     | Empresas Públicas de Medellín-Aguardiente Antioqueño | + 6 min 59 s     |
| 5.º                   | Noel Vasquez       | Lotería del Táchira                                  | + 8 min 02 s     |
| 6.º                   | Alexis Rojas       | Aguardiente Néctar                                   | + 10 min 48 s    |
| 7.º                   | Ubaldo Mesa        | Lotería de Boyacá B                                  | + 12 min 13 s    |
| 8.º                   | Israel Ochoa       | Lotería de Boyacá A                                  | + 13 min 27 s    |
| 9.º                   | Ismael Sarmiento   | Lotería de Boyacá A                                  | + 14 min 11 s    |
| 10.º                  | Marlon Pérez       | 05 Orbitel                                           | + 16 min 46 s    |

### Clasificación de la montaña
| Clasificación de la montaña |                  |                                   |        |
| Ciclista                    | Ciclista         | Equipo                            | Puntos |
| --------------------------- | ---------------- | --------------------------------- | ------ |
| 1.º                         | Víctor Niño      | Lotería de Boyacá B               | 97     |
| 2.º                         | Hernán Buenahora | Baterías MAC-Selle Italia-Pacific | 85     |
| 3.º                         | Noël Vásquez     | Lotería del Táchira               | 74     |

### Clasificación de las metas volantes
| Clasificación de las metas volantes |                 |                                       |        |
| Ciclista                            | Ciclista        | Equipo                                | Puntos |
| ----------------------------------- | --------------- | ------------------------------------- | ------ |
| 1.º                                 | Gregorio Ladino | Aguardiente Néctar-Cartoprin          | 31     |
| 2.º                                 | Darío Sedano    | Aguardiente Cristal-Liciclismo Caldas | 29     |
| 3.º                                 | Freddy Moncada  | Triple Gordo de Trujillo              | 23     |

### Clasificación de la combinada
| Clasificación de la combinada |                        |                                   |        |
| Ciclista                      | Ciclista               | Equipo                            | Puntos |
| ----------------------------- | ---------------------- | --------------------------------- | ------ |
| 1.º                           | Hernán Buenahora       | Baterías MAC-Selle Italia-Pacific | 16     |
| 2.º                           | Juan Diego Ramírez     | 05 Orbitel A                      | 29     |
| 3.º                           | Javier de Jesús Zapata | 05 Orbitel A                      | 44     |

### Clasificación de la regularidad
| Clasificación de la regularidad |                        |                                   |        |
| Ciclista                        | Ciclista               | Equipo                            | Puntos |
| ------------------------------- | ---------------------- | --------------------------------- | ------ |
| 1.º                             | Marlon Pérez           | 05 Orbitel A                      | 122    |
| 2.º                             | Hernán Buenahora       | Baterías MAC-Selle Italia-Pacific | 75     |
| 3.º                             | Javier de Jesús Zapata | 05 Orbitel A                      | 70     |

### Clasificación de los novatos
| Clasificación de los novatos |                 |                              |                  |
| Ciclista                     | Ciclista        | Equipo                       | Tiempo           |
| ---------------------------- | --------------- | ---------------------------- | ---------------- |
| 1.º                          | Johnny Leal     | 05 Orbitel B                 | 48 h 13 min 18 s |
| 2.º                          | Javier Guerrero | Aguardiente Néctar-Cartoprin | + 18 s           |

### Clasificación por equipos
| Clasificación por equipos |                                                      |        |
| Equipo                    | Equipo                                               | Tiempo |
| ------------------------- | ---------------------------------------------------- | ------ |
| 1.º                       | 05 Orbitel A                                         | ND     |
| 2.º                       | Lotería de Boyacá A                                  | ND     |
| 3.º                       | Empresas Públicas de Medellín-Aguardiente Antioqueño | ND     |